# Li (Familienname)
Li ist die offizielle Pinyin-Umschrift des chinesischen Familiennamens 李. Der Name ist der zweithäufigste Familienname sowohl in China (nach Wang) als auch in Hongkong und Macau (dort als Lei) und der fünfthäufigste in Taiwan. Es gibt mehrere chinesische Namen, die Li ausgesprochen, aber mit unterschiedlichen Schriftzeichen geschrieben werden. Unter ihnen ist 李 (Lǐ) mit Abstand der Häufigste.
Vom chinesischen Namen abgeleitet sind weitere häufige Familiennamen in vielen weiteren Ländern vor allem in Ost- und Südostasien. In seinen verschiedenen Varianten hat der Name weit mehr als 100 Millionen Namensträger und ist damit der häufigste Familienname der Welt. Allein in China heißen etwa 100 Millionen Menschen 李.

## Varianten und Verbreitung in weiteren Ländern
- In Südkorea ist der vom chinesischen Namen abgeleitete Familienname 이 (‚I‘) der zweithäufigste des Landes. Mehr als 7 Millionen Südkoreaner, also etwa 15 % der Bevölkerung, heißt 이. In Nordkorea wird der Name 리 (‚Li‘ bzw. ‚Ri‘) geschrieben und ist ebenfalls einer der häufigsten (für Nordkorea stehen keine Häufigkeitsdaten zur Verfügung). Die bei Koreanern und koreastämmigen Menschen am häufigsten anzutreffende Umschrift ist die anglisierte Form Lee, weitere Transkriptionen sind Li, Ri, I, Yi und Rhee.
- In Vietnam ist die abgeleitete Variante (Lý bzw. Lí) der vierzehnthäufigste Familienname.
- In Japan sind die Varianten Ri, I und Rī anzutreffen.
- In Indonesien wird der Name Lie geschrieben.
- In Singapur wird der Name meistens Lee geschrieben.[2]
- In den USA ist Lee durch die vielen asienstämmigen Menschen der fünftzehnthäufigste Familienname.

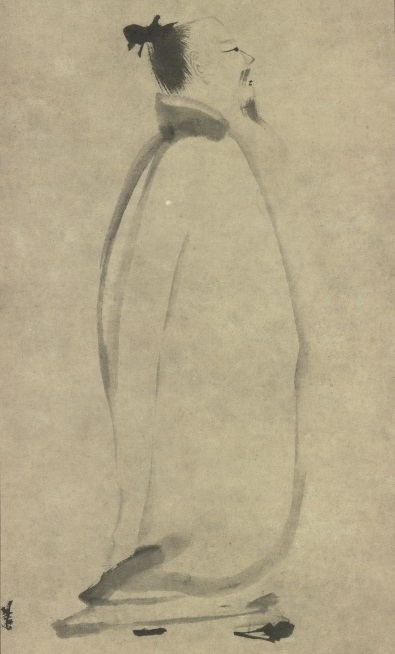
Li Bai, Tuschmalerei von Liang Kai

## Herkunft und Verbreitungsgeschichte
Der Begründer des Daoismus im 6. Jahrhundert vor Christus, Laozi (Lao-tse), dessen Sippenname Lǐ war, gilt als Urvater des Namens.
In der Tang-Dynastie (7.–9. Jh.) war Li der Familienname der kaiserlichen Familie. Da die Verwandten des Kaisers zu allen Zeiten bevorzugt behandelt wurden, konnte sich der Name Li verstärkt ausbreiten.
Da der Nachname immer über den Vater vererbt wurde, ist eine große Anzahl aller Han-Chinesen mit dem Nachnamen Li miteinander verwandt.
Im Laufe der Geschichte Chinas wurden immer wieder auch andere Völker zu den Han eingegliedert. Im Versuch, sich der neuen Situation anzupassen, wählten viele Angehörige dieser Völker han-chinesische Namen. Li war ein beliebter Name für die Angehörigen anderer Ethnien, die einen einfachen, aber sehr chinesischen Namen wählen wollten.

## Namensträger
Für weitere Namensträger einer der Varianten siehe die im Abschnitt „Varianten“ verlinkten Artikel.
Manche der hier eingetragenen Personen trägt eventuell nicht den in diesem Artikel beschriebenen Namen, sondern einen anderen als Li ins Lateinische übertragenen Familiennamen (z. B. 黎,  Lí oder 栗,  Lì), so wie auch:
- Li Fangyin, chinesischer Archäologe
- Li Feng-ying (* 1975), taiwanische Gewichtheberin
- Li Lili (1915–2005), chinesische Schauspielerin
- Li Minwei (1893–1953), chinesischer Filmproduzent
- Li Qiangbing (* 1985), chinesisch-österreichische Tischtennisspielerin
- Li Zhanshu (* 1950), chinesischer Politiker

### A
- Adam Li (* 1997), tschechische Bogenschütze
- Ahmet Li (* 1991), türkischer Tischtennisspieler
- Li Ang (* 1981), chinesischer Go-Spieler
- Li Ang (Badminton) (* um 1965), chinesischer Badmintonspieler
- Ann Li (* 2000), US-amerikanische Tennisspielerin
- Anthony Li Hui (* 1972), chinesischer Geistlicher, Koadjutorbischof von Pingliang
- Li Ao (772–841), chinesischer Philosoph
- Li Ao (Politiker) (1935–2018), chinesischer Schriftsteller, Historiker und Politiker

### B
- Li Bai (701–762), chinesischer Dichter
- Baldwin Li, britischer Filmproduzent, Drehbuchautor, Kameramann und Tontechniker
- Li Beika (* 1997), US-amerikanisch-chinesische Eishockeyspielerin, siehe Rebekah Kolstad
- Li Bifeng (* 1965), chinesischer Dichter
- Li Bin (Politikerin) (* 1954), chinesische Politikerin
- Li Bin (Diplomat) (* 1956), chinesischer Diplomat
- Li Bin (Wasserballspieler) (* 1983), chinesischer Wasserballspieler
- Li Bin (Tischtennisspielerin) (* 1988), ungarische Tischtennisspielerin
- Li Bingbing (* 1973), chinesische Schauspielerin
- Li Binzhu (1921–2007), chinesische Widerstandskämpferin
- Blanca Li (* 1964), spanische Tänzerin, Choreografin, Schauspielerin und Filmemacherin
- Li Bo (Gelehrter) (李渤; 773–831), chinesischer Gelehrter
- Li Bo (Komponist) (* 1988), chinesischer Komponist
- Li Boguang (1968–2018), chinesischer Aktivist und Rechtswissenschaftler
- Li Boyong (* 1932), chinesischer Politiker
- Li Boyuan (1867–1906), chinesischer Schriftsteller und Publizist
- Bruce Li (* 1950), chinesischer Kampfkünstler und Schauspieler
- Li Bun-hui (* 1968), nordkoreanische Tischtennisspielerin
- Li Byong-uk (* 1954), nordkoreanischer Boxer

### C
- Li Caixia (* 1987), chinesische Stabhochspringerin
- Cecilia Li (* 1957), taiwanische Konzertpianistin
- Li Changchun (* 1944), chinesischer Politiker
- Li Changjiang (* 1944), chinesischer Politiker
- Li Changqi (1376–1452), chinesischer Schriftsteller
- Li Changyu (* 1983), chinesischer Eisschnellläufer
- Li Chao (Schachspieler) (* 1989), chinesischer Schachspieler
- Li Chao (Skispringer) (* 1988), chinesischer Skispringer
- Li Chaoluang (1938–1998), chinesischer Botaniker
- Li Chen (Wasserspringerin), chinesische Wasserspringerin
- Li Chen (Schauspieler) (* 1978), chinesischer Schauspieler
- Li Chen (Künstler) (* 1963), taiwanischer Künstler
- Li Chengbo (* 1984), chinesischer Skispringer
- Li Chengjiang (* 1979), chinesischer Eiskunstläufer
- Li Chenyang (* 2003), chinesischer Stabhochspringer
- Li Chenyin (* 1977), chinesische Pianistin
- Li Chi-an (* 1945), nordkoreanischer Fußballspieler
- Li Ching (Schauspielerin) (1948–2018), chinesische Schauspielerin
- Li Ching (Tischtennisspieler) (* 1975), Tischtennisspieler aus Hongkong
- Li Ching-ching (* 1997), taiwanische Hochspringerin
- Li Ching-Yuen († 1933), chinesischer Kampfkünstler
- Li Chin Sung (* 1969), chinesischer Klangkünstler, DJ, Turntablist, Komponist, Musikproduzent und -veranstalter, siehe Dickson Dee
- Choh Hao Li (1913–1987), chinesisch-US-amerikanischer Biochemiker
- Choh-Ming Li (1912–1991), chinesischer Wirtschaftswissenschaftler und Pädagoge
- Christine Li (* 1960), deutsche Ärztin und Schriftstellerin
- Li Chun (* 1988), chinesische Sängerin
- Li Chuncheng (* 1956), chinesischer Politiker
- Li Chunfeng (602–670), chinesischer Mathematiker, Astronom und Historiker
- Li Chunhua (* 1954), chinesischer Politiker und Diplomat
- Li Chunhui (* 2001), chinesische Mittelstreckenläuferin
- Li Chunlai (* 1965), chinesischer Astrochemiker, Technischer Direktor des Bodensegments des chinesischen Mondprogramms
- Li Chunli (* 1962), neuseeländische Tischtennisspielerin
- Li Chunxiu (* 1969), chinesische Geherin
- Li Cunxin (General) (862–902), chinesischer General
- Li Cunxin (Tänzer) (* 1961), chinesisch-australischer Tänzer

### D
- Li Dan (Pirat) († 1625), chinesischer Pirat
- Li Dan (Sportschützin) (* 1962), chinesische Sportschützin
- Li Dan (Eisschnellläuferin, 1986) (* 1986), chinesische Eisschnellläuferin
- Li Dan (Eisschnellläuferin, 1994) (* 1994), chinesische Eisschnellläuferin
- Li Dan (Turnerin) (* 1989), chinesische Trampolinturnerin
- Li Dan (Leichtathletin) (* 1995), chinesische Langstreckenläuferin
- Li Dan (Ringerin), chinesische Ringerin
- Li Datong (* 1952), chinesischer Journalist
- Li Dawei (* 1963), chinesischer Schriftsteller
- Li Dazhao (1889–1927), chinesischer Politiker
- Li De, Pseudonym von Otto Braun (Parteifunktionär) (1900–1974), deutscher Parteifunktionär und Schriftsteller
- Li Deliang (* 1967), chinesischer Wasserspringer
- Li Delin (531–591), politischer Berater des Kaisers Sui Wendi
- Li Depeng (* 1965), chinesischer Tennisspieler
- Li Desheng, ein Pseudonym von Mao Zedong (1893–1976), chinesischer Politiker (KPCh)
- Li Desheng (Politiker) (1916–2011), chinesischer Politiker (KPCh)
- Li Desheng (Geologe) (* 1922), chinesischer Geologe und Politiker (KPCh)
- Li Deyu (787–850), chinesischer Politiker
- Li Dingzuo, chinesischer klassischer Gelehrter
- Don Li (* 1971), Schweizer Komponist und Jazzmusiker
- Donald Li (* 1961), chinesischer Schauspieler
- Donghua Li (* 1967), Schweizer Turner
- Li Dongjin (* 1993), chinesische Squashspielerin
- Li Dongsheng (* 1957), chinesischer Unternehmer
- Li Dong-woon (* 1945), nordkoreanischer Fußballspieler
- Li Duan (Tang-Dynastie) 李端, chinesischer Dichter
- Li Duan (Leichtathlet) (* 1978), chinesischer Leichtathlet
- Li Duihong (* 1970), chinesische Sportschützin

### E
- Elodie Li Yuk Lo (* 1982), mauritische Beachvolleyballspielerin
- Li Er (* 1966), chinesischer Schriftsteller

### F
- Li Fabin (* 1993), chinesischer Gewichtheber
- Li Fang (Gelehrter) 李昉 (925–996), chinesischer Gelehrter
- Li Fang (Badminton) (* 1956), chinesische Badmintonspielerin
- Li Fang (Tennisspielerin) (* 1973), chinesische Tennisspielerin
- Fang-hua Li (1932–2020), chinesische Physikerin
- Li Fanghui (* 2003), chinesische Freestyle-Skierin
- Li Fangwei (Karl Lee; * 1972), chinesischer Waffenhändler
- Li Fei (* 1989), chinesische Oberherrin und General, Gebieterin der Nikorianer
- Fei-Fei Li (* 1976), US-amerikanische Informatikerin und Hochschullehrerin
- Li Fen (* 1976), schwedische Tischtennisspielerin
- Li Feng (* 1969), neuseeländische Badmintonspielerin chinesischer Herkunft
- Li Fengbao (1834–1887), chinesischer Diplomat
- Li Fengdan (* 2002), chinesische Sprinterin
- Li Feng-ying (* 1975), taiwanische Gewichtheberin
- Florence Li Tim-Oi (1907–1992), anglikanische Geistliche
- Frederick P. Li (1940–2015), chinesisch-US-amerikanischer Mediziner
- Li Fuji (1885–1947), chinesischer Physiker
- Li Furong (* 1942), chinesischer Tischtennisspieler
- Li Fuyu (* 1978), chinesischer Radrennfahrer

### G
- Li Ganjie (* 1964), chinesischer Politiker
- Li Geliang (* 1981), chinesischer Skilangläufer
- Li Gen (Basketballspieler) (* 1988), chinesischer Basketballspieler
- Li Gen (Badminton) (* 1992), chinesischer Badmintonspieler
- George Li (* 1995), amerikanisch-chinesischer Pianist
- Li Gong (Gelehrter) (1659–1733), chinesischer Gelehrter
- Li Gong (Mediziner) (1929–1959), chinesischer Mediziner
- Li Guixian (* 1937), chinesischer Politiker
- Li Gun-sang (* 1966), nordkoreanischer Tischtennisspieler
- Li Guohao (1913–2005), chinesischer Bauingenieur
- Li Guoying (* 1963), chinesischer Politiker
- Li Gwang-sik (* 1970), nordkoreanischer Boxer
- Li Gyong-chol (* 1979), nordkoreanischer Marathonläufer
- Li Gyong-hui (* 1967), nordkoreanische Skilangläuferin

### H
- Li Hai (* um 1954), chinesischer Schriftsteller und Dissident
- Li Hak-son (* 1969), nordkoreanischer Ringer
- Li Hang (* 1990), chinesischer Snookerspieler
- Li Hang (Eishockeyspieler) (* 1995), chinesischer Eishockeyspieler
- Li Hanwen (* 2002), chinesischer Tennisspieler
- Li Haonan (Shorttracker) (* 1981), chinesischer Shorttracker
- Li Haonan (Basketballspieler) (* 1999), chinesischer 3×3-Basketballspieler
- Li He (* 2001), chinesische Sprinterin
- Li Heng (711–762), chinesischer Kaiser, siehe Tang Suzong
- Li Heng (Fußballspieler) (* 2003), chinesischer Fußballspieler
- Li Heping, chinesischer Rechtsanwalt
- Herman Li (* 1976), Gitarrist und Produzent aus Hong Kong
- Hermengild Li Yi (1923–2012), chinesischer Franziskaner und römisch-katholischer Bischof
- Li Hewen (* 1981), chinesischer Poolbillardspieler
- Li Hongbo (* 1974), chinesischer Künstler
- Li Hongchen (* 1975), chinesischer Curler und Curlingtrainer
- Li Hongli (* 1980), chinesischer Gewichtheber
- Li Hongxue (* 1984), chinesische Skilangläuferin
- Li Hongzhang (1823–1901), chinesischer General
- Li Hongzhi (* 1951/1952), chinesischer Falun-Begründer
- Li Hongzhong (* 1956), chinesischer Politiker
- Li Ho-pyong (* 1951), nordkoreanischer Ringer
- Li Houzhu (937–978), chinesischer Dichter und König
- Li Huifen (* 1963), chinesische Tischtennisspielerin
- Li Hui-jun (* 1999), taiwanische Speerwerferin
- Li Huirong (* 1965), chinesische Weit- und Dreispringerin

### J
- Li Jae-sik (* 1962), nordkoreanischer Ringer
- Jessie Mei Li (* 1995), britische Schauspielerin
- Jet Li (* 1963), chinesischer Schauspieler
- Li Ji (Konkubine) († 651 v. Chr.), chinesische Konkubine
- Li Ji (Archäologe) (Li Chi; 1896–1979), chinesischer Archäologe
- Li Ji (Leichtathletin) (* 1979), chinesische Langstreckenläuferin
- Li Ji (Schwimmerin) (* 1986), chinesische Schwimmerin
- Ji Li (Hammerwerferin) (* 2000), chinesische Hammerwerferin
- Li Jia (Tischtennisspielerin) (* 1981), chinesische Tischtennisspielerin
- Li Jia (Turnerin) (* 1983), chinesische Rhythmische Sportgymnastin, Olympiateilnehmerin 2004
- Li Jia (Poolbillardspielerin), Poolbillardspielerin
- Li Jia Wei (* 1981), singapurische Tischtennisspielerin
- Li Jiajun (* 1975), chinesischer Shorttracker
- Li Jiaman (* 1997), chinesische Bogenschützin
- Li Jian (Volleyballspieler) (* 1985), chinesischer Beachvolleyballspieler
- Li Jian (Eishockeyspieler) (* 1989), chinesischer Eishockeyspieler
- Li Jianguo (* 1946), chinesischer Politiker
- Li Jiangyan (* 1999), chinesische Hammerwerferin
- Li Jianrou (* 1986), chinesische Shorttrackerin
- Li Jiao (* 1973), niederländische Tischtennisspielerin
- Li Jiayi (* 1994), chinesische Tischtennisspielerin
- Li Jie (Architekt) (1065–1110), chinesischer Architekt
- Lǐ Jié (* 1940), taiwanesischer Admiral und Politiker, siehe Lee Jye
- Li Jie (Handballspielerin) (* 1955), chinesische Handballspielerin
- Li Jie (Botaniker) (* 1967), chinesischer Botaniker
- Li Jie (Sportschütze, 1973) (* 1973), chinesischer Sportschütze
- Li Jie (Fußballspielerin) (* 1979), chinesische Fußballspielerin
- Li Jie (Sportschütze, 1979) (* 1979), chinesischer Sportschütze
- Li Jie (Schwimmerin) (* 1983), chinesische Schwimmerin
- Li Jie (Tischtennisspielerin) (* 1984), chinesisch-niederländische Tischtennisspielerin
- Li Jie (Badminton) (* um 1990), chinesischer Badmintonspieler
- Li Jiheng (* 1957), chinesischer Politiker
- Li Jing (General) (571–649), chinesischer General
- Li Jing (König) (916–961), chinesischer König
- Li Jing (Moderatorin) (* 1962), taiwanesische Fernsehmoderatorin und Model
- Li Jing (Turner) (* 1970), chinesischer Turner
- Li Jing (Dreispringerin) (* 1975), chinesische Dreispringerin
- Li Jing (Sprinterin) (* 1980), chinesische Sprinterin
- Li Jing (Volleyballspielerin) (* 1991), chinesische Volleyballspielerin
- Li Jing (Rennrodler) (* 2002), chinesischer Rennrodler
- Li Jingjing (* 1994), chinesische Ruderin
- Li Jingyi (* 1980), chinesischer Tennisspieler
- Li Jinxi (1890–1978), chinesischer Sprachwissenschaftler und Pädagoge
- Li Jinyu (Fußballspieler) (* 1977), chinesischer Fußballspieler
- Li Jinyu (Shorttrackerin) (* 2001), chinesische Shorttrackerin
- Li Jinyuan (* 1958), chinesischer Unternehmer
- Li Jinyuan (Künstler) (* 1945), chinesischer Künstler
- Li Jinzhe (* 1989), chinesischer Weitspringer
- Li Jinzi (* 1990), chinesische Boxerin
- John Baptist Li Suguang (* 1964), chinesischer katholischer Bischof
- Li Jong-un (* 1936), nordkoreanischer Ruderer
- Joseph Li Jing (* 1968), chinesischer Geistlicher, Bischof des Bistums Ningxia
- Joseph Li Shan (* 1965), chinesischer Geistlicher, Bischof von Peking
- Li Ju (* 1976), chinesische Tischtennisspielerin
- Li Juan (* 1981), chinesische Volleyballspielerin
- Li Jue († 197), chinesischer General
- Li Jun (Tischtennisspielerin) (* 1967), chinesisch-japanische Tischtennisspielerin
- Li Jun (Wasserballspieler) (* 1980), chinesischer Wasserballspieler
- Li Jun (Sportschütze) (* 1985), chinesischer Sportschütze
- Li Jun (Leichtathlet) (* 1993), chinesischer Kugelstoßer
- Li Jun Li, US-amerikanisch-chinesische Schauspielerin
- Li Junhui (* 1995), chinesischer Badmintonspieler
- Li Junlin (* 1998), chinesischer Mittelstreckenläufer

### K
- Li Ka-shing (* 1928), Unternehmer in Hongkong
- Li Karen (* 1977), neuseeländische Tischtennisspielerin
- Li Keqiang (1955–2023), chinesischer Politiker
- Li Keran (1907–1989), chinesischer Maler
- Kevin Li (* 1986), kanadischer Badmintonspieler
- Li Keyong (852–908), chinesischer Truppenführer
- Kong Li, anderer Name von Michel Qissi (* 1962), US-amerikanischer Schauspieler
- Li Kongzheng (* 1959), chinesischer Wasserspringer
- Li Kuchan (1898–1983), chinesischer Maler
- Li Kui, chinesischer Beamter
- Li Kunwu (* 1955), chinesischer Comiczeichner

### L
- Li Lanqing (* 1932), chinesischer Politiker
- Li Lei (Softballspielerin) (* 1968), chinesische Softballspielerin
- Li Lei (Speerwerferin) (* 1974), chinesische Speerwerferin
- Li Lei (Baseballspieler) (* 1984), chinesischer Baseballspieler
- Li Lei (Geher) (* 1987), chinesischer Geher
- Li Lei (Skirennläufer) (* 1987), chinesischer Skirennläufer
- Li Lei (Fußballspieler, 1992) (* 1992), chinesischer Fußballspieler
- Li Lei (Fußballspieler, 1995) (* 1995), chinesischer Fußballspieler
- Li Leyi (* 1937), chinesischer Linguist
- Li Li (Tischtennisspielerin) (* um 1947), chinesische Tischtennisspielerin
- Li Li (Unternehmer) (* 1964), chinesischer Unternehmer
- Li Li (Turnerin) (* 1975), chinesische Turnerin
- Li Li (Tennisspielerin) (* 1976), chinesische Tennisspielerin
- Li Li, wirklicher Name von Muzi Mei (* 1978), chinesische Journalistin und Bloggerin
- Li Li (Badminton) (* 1983), singapurische Badmintonspielerin
- Li Li-Li (* 1950), chinesische Schauspielerin
- Li Liguo (* 1953), chinesischer Politiker
- Li Lihui (* 1952), chinesischer Bankier
- Lily Li Li Li (* 1950), Schauspielerin aus Hongkong
- Li Lin (Physikerin) (1923–2003), chinesische Physikerin
- Li Linfu († 753), Beamter der Tang-Dynastie
- Li Ling (General) (gestorben im Jahr -73), chinesischer General
- Li Ling (Kugelstoßerin) (* 1985), chinesische Kugelstoßerin
- Li Ling (Seglerin) (* 1986), chinesische Seglerin
- Li Ling (Stabhochspringerin) (* 1989), chinesische Stabhochspringerin
- Li Ling-Ai (1908–2003), US-amerikanische Schriftstellerin, Schauspielerin und Filmproduzentin
- Li Lingjuan (* 1966), chinesische Bogenschützin
- Li Lingwei (Badminton) (* 1964), chinesische Badmintonspielerin
- Li Lingwei (Leichtathletin) (* 1989), chinesische Speerwerferin
- Li Linsi (1896–1970), chinesischer Pädagoge, Diplomat und Gelehrter
- Li Lisan (1899–1967), chinesischer KP-Funktionär
- Liza Li (* 1988), deutsche Sängerin
- Li Lu (* 1966), chinesischer Dissident
- Lykke Li (geb. Li Lykke Timotej Zachrisson; * 1986), schwedische Sängerin

### M
- Li Mao (Badminton) (* 1958), chinesischer Badmintonspieler und -trainer
- Li Mao (Fußballspieler) (* 1992), taiwanesischer Fußballspieler
- Li Maocuo (* 1992), chinesische Geherin
- Li Meiju (* 1979), chinesische Kugelstoßerin
- Li Meisu (* 1959), chinesische Kugelstoßerin
- Li Mengwen (* 1995), chinesische Fußballspielerin
- Michelle Li (* 1991), kanadische Badmintonspielerin
- Michelle Sng (* 1987), singapurische Hochspringerin
- Min Chiu Li (1919–1980), chinesisch-US-amerikanischer Mediziner
- Minqi Li (* 1969), chinesischer Wirtschaftswissenschaftler
- Li Ming (Manager) (1887–1966), chinesischer Bankmanager
- Li Ming (Ringer), chinesischer Ringer
- Li Ming (Fußballspieler, 1971) (* 1971), chinesischer Fußballspieler und -trainer
- Li Ming (Fußballspieler, 1975) (* 1975), chinesischer Fußballspieler
- Li Ming (Ruderer) (* 1984), chinesischer Ruderer
- Li Minhua (1917–2013), chinesische Physikerin, Raumfahrtingenieurin und Hochschullehrerin
- Li Mirok (1899–1950), koreanischer Schriftsteller
- Li Moran († 2012), chinesischer Schauspieler

### N
- Li Na (Mao) (李讷; * 1940), Tochter von Mao Zedong und dessen Frau Jiang Qing
- Li Na (Sängerin) (李娜; * 1963), chinesische Sängerin
- Li Na (Fechterin) (* 1981), chinesische Fechterin
- Li Na (Tennisspielerin) (* 1982), chinesische Tennisspielerin
- Li Na (Radsportlerin) (* 1982), chinesische Radsportlerin
- Li Na (Wasserspringerin) (* 1984), chinesische Wasserspringerin
- Li Nan (Botanikerin) (* 1963), chinesische Pflanzenkundlerin
- Li Nan (Basketballspieler) (* 1974), chinesischer Basketballspieler und -trainer
- Li Nan (Rechtswissenschaftlerin), chinesische Rechtswissenschaftlerin, seit 2023 Mitglied des UN-Forums für indigene Angelegenheiten
- Li Nan (Tischtennisspielerin) (* 1982), chinesische Tischtennisspielerin
- Li Nan (Freestyle-Skierin) (* 1992), chinesische Freestyle-Skierin
- Li Ngai Hoi (* 1994), Fußballspieler für Hongkong
- Nicolas Li Yun Fong (* 1982), mauritischer Hammerwerfer
- Li Nina (* 1983), chinesische Freestyle-Skispringerin
- Nina Li Chi (* 1961), chinesische Schauspielerin
- Li Ning (* 1963), chinesischer Turner

### O
- Oleg Olegowitsch Li (* 1991), russischer Eishockeyspieler

### P
- Pawlo Li (1988–2022), ukrainischer Schauspieler, Synchronsprecher, Sänger und Komponist
- Peggy Li (* 1984), chinesische Snookerschiedsrichterin
- Li Peng (1928–2019), chinesischer Politiker
- Li Peng (Fußballspieler) (* 1990), chinesischer Fußballspieler
- Peter Li (* 1957), belgischer Comiczeichner
- Peter Li Hongye (1920–2011), chinesischer Geistlicher, Erzbischof von Nanning
- Li Ping (Tischtennisspieler) (* 1986), chinesischer Tischtennisspieler
- Li Ping (Gewichtheberin) (* 1988), chinesische Gewichtheberin

### Q
- Qilin Li, chinesische Umweltingenieurin
- Li Qian (Politiker) (* 1960), chinesischer Politiker
- Li Qian (Schauspielerin) (* 1984), chinesische Schauspielerin
- Li Qian (Ruderin) (* 1985), chinesische Ruderin
- Li Qian (Tischtennisspielerin, 1986) (* 1986), polnische Tischtennisspielerin
- Li Qian (Tischtennisspielerin, 1989) (* 1989), chinesische Para-Tischtennisspielerin
- Li Qian (Boxerin) (* 1990), chinesische Boxerin
- Li Qian (Badminton) (* 2004), chinesische Badmintonspielerin
- Li Qiang (* 1959), chinesischer Politiker
- Li Qing (* 1972), chinesische Wasserspringerin
- Li Qingming (* 1982), chinesischer Eishockeyspieler
- Li Qingzhao (1084–um 1151), chinesische Dichterin
- Li Qishi (* 1993), chinesische Eisschnellläuferin

### R
- Richard Li (* 1966), kanadischer Unternehmer
- Robin Li (* 1968), chinesischer Informatiker und Unternehmer
- Li Ronghua (* 1956), chinesische Ruderin
- Li Rui (Mathematiker) (1768–1817), chinesischer Mathematiker und Astronom
- Li Rui (Politiker) (1917–2019), chinesischer Politiker
- Li Rui (Schriftsteller) (* 1950), chinesischer Schriftsteller
- Li Rui (Sportschützin, 1983) (* 1983), chinesische Sportschützin
- Li Rui (Sportschützin, 2005) (* 2005), chinesische Sportschützin

- Li Ruifeng (* 2001), US-amerikanischer Schachspieler
- Li Ruihuan (* 1934), chinesischer Politiker
- Li Ruofan (* 1978), chinesisch-singapurische Schachspielerin
- Li Ruogu (* 1951), chinesischer Bankier
- Li Ruqi (1895–1991), chinesischer Biologe und Genetiker

### S
- Li Sa (* 1968), chinesische Fußballspielerin
- Li Shangfu (* 1958), chinesischer General und Raumfahrtingenieur
- Li Shangyin (um 813–858), chinesischer Dichter
- Li Shanlan (1811–1882), chinesischer Mathematiker
- Li Shanshan (* 1992), chinesische Turnerin
- Li Shaogeng (* 1896), chinesischer und mandschurischer Politiker
- Li Shenglin (* 1946), chinesischer Politiker
- Li Shifeng (* 2000), chinesischer Badmintonspieler
- Li Shiqin, chinesischer Tennisspieler
- Li Shiu Tong (1907–1993), chinesisch-kanadischer Medizinstudent, Sexualwissenschaftler und LGBT-Aktivist
- Li Shixin (* 1988), chinesischer Wasserspringer
- Li Shizhen (1518–1593), chinesischer Gelehrter, Arzt, Botaniker und Pharmazeut
- Li Shuai (Fußballspieler, 1982) (* 1982), chinesischer Fußballspieler
- Li Shuai (Fußballspieler, 1995) (* 1995), chinesischer Fußballspieler
- Li Shuang (Malerin) (* 1957), chinesische Malerin
- Li Shuang (Hockeyspielerin) (* 1978), chinesische Hockeyspielerin
- Li Shuang (Badminton), chinesisch-türkische Badmintonspielerin
- Li Shuang (Ringerin), chinesische Ringerin
- Li Shuang (Regisseur), chinesischer Regisseur, Drehbuchautor und Schauspieler
- Li Shuang (Snowboarderin) (* 1992), chinesische Snowboarderin
- Li Shucheng (1882–1965), chinesischer General und Politiker
- Li Shufu (* 1963), chinesischer Unternehmer
- Li Shuhuan (* 1996), chinesischer Moderner Fünfkämpfer
- Li Si (um 280–um 208 v. Chr.), chinesischer Kanzler
- Li Si (Tennisspieler) (* 1976), chinesischer Tennisspieler
- Li Siguang (1889–1971), chinesischer Geologe und Politiker
- Stefano Li Si-de (1926–2019), chinesischer Geistlicher, Bischof von Tianjin
- Stella Li, chinesische Managerin
- Li Su-gil (* 1964), nordkoreanischer Turner

### T
- Li Tian (* 1989), chinesischer Badmintonspieler
- Li Tianma (* 2001), chinesischer Freestyle-Skier
- Li Tie (* 1977), chinesischer Fußballspieler
- Li Tieguai, einer der Acht Unsterblichen der chinesischen Mythologie
- Tien-Yien Li (1945–2020), US-amerikanischer Mathematiker
- Li Tieying (* 1936), chinesischer Politiker
- Li Ting (Tennisspielerin, 1980) (* 1980), chinesische Tennisspielerin
- Li Ting (Kanutin) (* 1985), chinesische Kanutin
- Li Ting (Wasserspringerin) (* 1987), chinesische Wasserspringerin
- Li Ting (Tennisspielerin, 1991) (* 1991), chinesische Tennisspielerin
- Tingye Li (1931–2012), US-amerikanischer Physiker
- Tong Li (Pokerspieler) (* 1961 oder 1962), chinesischer Unternehmer und Pokerspieler

### V
- Giovan Battista Li Volsi, italienischer Bildhauer
- Giuseppe Li Volsi, italienischer Bildhauer
- Martino Li Volsi, italienischer Bildhauer
- Scipione Li Volsi, italienischer Bildhauer und Stuckateur
- Sigismondo Li Volsi, italienischer Bildhauer
- Stefano Li Volsi, italienischer Holzbildhauer
- Victor Li Tzar-kuoi (* 1964), chinesisch-kanadischer Geschäftsmann aus Hongkong

### W
- Li Wangyang (1950–2012), chinesischer Bürgerrechtler (Volksrepublik China)
- Li Wei (* 1982), chinesischer Bahn- und Straßenradrennfahrer
- Li Weifeng (* 1978), chinesischer Fußballspieler
- Li Weihan (1896–1984), chinesischer Politiker
- Li Weiwei (* 1982), chinesische Handballspielerin
- Li Wenfu (* 2004), chinesischer Tennisspieler
- Li Wen-hua (* 1989), taiwanische Leichtathletin
- Wen-Hsiung Li (* 1942), taiwanischer Genetiker
- Wenchao Li (Philosoph) (* 1957), chinesisch-deutscher Philosoph, Herausgeber und Hochschullehrer
- Wenchao Li (Linguistin), chinesisch-britische Sprachwissenschaftlerin
- Li Wenliang (1986–2020), chinesischer Arzt und Whistleblower
- Li Wenlong (* 2001), chinesischer Shorttracker
- Li Wenquan (* 1986), chinesischer Bogenschütze
- Li Wenyan (* 1983), chinesische Badmintonspielerin
- Li Wenzhong, Verfasser eines Glossars zu chinesischen Schriftzeichen
- Li Wenzu, chinesische Menschenrechtlerin
- William Li (* 1974), chinesischer Geschäftsmann und Unternehmer
- Li Wing Mui (* 1979), Badmintonspielerin aus Hongkong
- Winnie Li (Wen-Chung Winnie Li; * 1948), taiwanesische Mathematikerin
- Winnie M Li, amerikanische Schriftstellerin, Romanautorin und Aktivistin
- Witali Li (* 1994), kasachischer Fußballspieler

### X
- Li Xi (* 1956), chinesischer Politiker
- Xia Li (* 1988), chinesische Wrestlerin
- Li Xiang (Fotograf) (* 1983), chinesischer Fotograf und Künstler
- Li Xiannian (1909–1992), chinesischer Politiker, Staatspräsident 1983 bis 1988
- Li Xianting (* 1949), chinesischer Journalist und Kunstkritiker
- Li Xiaodan (* 1990), chinesische Tischtennisspielerin
- Li Xiaofeng (* 1985), chinesischer E-Sportler
- Li Xiaohong (* 1995), chinesische Dreispringerin
- Li Xiaohui (Leichtathletin) (* 1956), chinesische Diskuswerferin
- Li Xiaohui (Radsportlerin) (* 1992), chinesische Paracyclerin
- Li Xiaohui (Rollstuhltennisspielerin) (* 1999), chinesische Rollstuhltennisspielerin
- Li Xiaolu (* 1992), chinesische Synchronschwimmerin
- Li Xiaomei (* 1987), chinesische Ringerin
- Li Xiaomeng (* 1996), chinesische E-Sportlerin
- Li Xiaoming (* 1958), chinesischer Skilangläufer und Biathlet
- Li Xiaopeng (Politiker) (* 1959), chinesischer Politiker
- Li Xiaopeng (Fußballspieler) (* 1975), chinesischer Fußballspieler
- Li Xiaopeng (Turner) (* 1981), chinesischer Turner
- Li Xiaoping (Leichtathlet), chinesischer Leichtathlet
- Li Xiaoping (Turner) (* 1962), chinesischer Turner
- Li Xiaoran (* 1978), chinesische Schauspielerin
- Li Xiaoxia (* 1988), chinesische Tischtennisspielerin
- Li Xiaoxue (* 1980), chinesische Leichtathletin
- Li Ximing (1926–2008), chinesischer Politiker
- Li Xin (König) († 420), chinesischer Herrscher der Westlichen Liang
- Li Xin (Basketballspielerin) (* 1969), chinesische Basketballspielerin und -trainerin
- Li Xin (Komponist), chinesischer Komponist
- Li Xin (Journalist) (* 1979), chinesischer Journalist und Menschenrechtler
- Li Xin (Skilangläuferin) (* 1992), chinesische Skilangläuferin
- Li Xinlei (* 1989), chinesischer Eishockeyspieler
- Li Xiucheng (1823–1864), chinesischer Aufständischer
- Li Xiuren (1921–2016), chinesischer Politiker
- Li Xuan (Eishockeyspielerin) (* 1972), chinesische Eishockeyspielerin
- Li Xuan (Shorttrackerin) (* 2000), chinesische Shorttrackerin
- Li Xue (Tischtennisspielerin) (* 1985), chinesisch-französische Tischtennisspielerin
- Li Xue (Leichtathletin) (* 1992), chinesische Sprinterin
- Li Xue (Sportschützin) (* 2000), chinesische Sportschützin
- Li Xuefeng (1907–2003), chinesischer Politiker
- Li Xuemei (Leichtathletin) (李雪梅 Lǐ Xuěméi; * 1977), chinesische Sprinterin
- Li Xuemei (李雪妹 Lǐ Xuěmèi; * 1988), chinesische Bahnradsportlerin
- Xue-Mei Li (* 1964), Mathematikerin und Hochschullehrerin
- Li Xueqin (1933–2019), chinesischer Gelehrter und Historiker
- Li Xuerui (* 1991), chinesische Badmintonspielerin
- Li Xueyao (* 1995), chinesische Skispringerin
- Li Xueying (* 1990), chinesische Gewichtheberin
- Li Xueyong (* 1950), chinesischer Politiker
- Li Xuezhi (* 1991), chinesischer Biathlet

### Y
- Li Yajuan (* 1971), chinesische Gewichtheberin
- Li Yajun (* 1993), chinesische Gewichtheberin
- Li Yan (Offizier) († 234), chinesischer Offizier
- Li Yan (Mathematikhistoriker) (1892–1963), chinesischer Mathematikhistoriker
- Li Yan (Shorttrackerin) (* 1968), chinesische Shorttrackerin
- Li Yan (Volleyballspielerin) (* 1976), chinesische Volleyballspielerin
- Li Yan (Radsportlerin) (* 1980), chinesische Radsportlerin
- Li Yan (Fußballspieler, 1980) (* 1980), chinesischer Fußballspieler
- Li Yan (Fußballspieler, 1984) (* 1984), chinesischer Fußballspieler
- Li Yan (Snookerspieler) (* 1992), chinesischer Snookerspieler
- Li Yanfeng (* 1979), chinesische Diskuswerferin
- Li Yang (Regisseur) (* 1959), chinesischer Regisseur, Drehbuchautor und Produzent
- Li Yang (Skispringer) (* 1980), chinesischer Skispringer
- Li Yang (Boxer) (* 1982), chinesischer Boxer
- Li Yang (Schwimmerin), chinesische Schwimmerin
- Li Yang (Sportschütze) (* 1985), chinesischer Sportschütze
- Li Yang (Skirennfahrerin) (* 1989), chinesische Skirennfahrerin
- Li Yangjie, chinesische Studentin und Mordopfer, siehe Mordfall Li Yangjie
- Li Yanmei (* 1990), chinesische Dreispringerin
- Li Yanxi (* 1984), chinesischer Dreispringer
- Li Yanyan (Ringer) (* 1981), chinesischer Ringer
- Li Yanyan (Mathematiker) (* 1961), chinesischer Mathematiker
- Li Yaxuan (* 2006), chinesische Langstreckenläuferin
- Li Ye (Dichterin) († 784), chinesische Dichterin
- Li Ye, persönlicher Name von Tang Zhaozong (867–904), chinesischer Kaiser
- Li Ye (Mathematiker) (1192–1279), chinesischer Mathematiker
- Li Ye (Shorttracker) (* 1983), chinesischer Shorttracker
- Li Yi (* 2005), chinesische Leichtathletin
- Li Yihong (* 1996), chinesische Tennisspielerin

- Li Ying (1898–1983), chinesischer Maler, siehe Li Kuchan
- Li Ying (Botaniker), chinesischer Pflanzenkundler
- Li Ying (Leichtathletin) (* 1994), chinesische Dreispringerin
- Li Ying (Fußballspielerin, 1973) (* 1973), chinesische Fußballspielerin
- Li Ying (Fußballspielerin, 1993) (* 1993), erste lesbische chinesische Fußballspielerin

- Li Yinhui (* 1997), chinesische Badmintonspielerin
- Li Yiqing (* 2005), chinesischer Sprinter
- Li Yixuan (* 1997), chinesische Tennisspielerin
- Yiyun Li (* 1972), chinesisch-amerikanische Autorin und Herausgeberin
- Li Yong (* 1951), chinesischer Diplomat und UN-Beamter
- Li Yong-chol (Eisschnellläufer) (* 1972), nordkoreanischer Eisschnellläufer
- Li Yong-chol (Sportschütze) (* 1967), nordkoreanischer Sportschütze
- Li Yongbo (* 1962), chinesischer Badmintonspieler
- Li Youyuan (1903–1955), chinesischer Bauer und Liedtexter
- Li Yu, persönlicher Name von Li Houzhu (937–978), chinesischer Dichter und Herrscher
- Li Yu (Schriftsteller) 李漁 (1610–1680), chinesischer Schausteller und Schriftsteller
- Li Yu (Qing-Dynastie) 李玉 (1591–1671), chinesischer Literat
- Li Yu (Regisseurin) (* 1973), chinesische Filmregisseurin und Drehbuchautorin
- Li Yu (Eisschnellläufer) (* 1976), chinesischer Eisschnellläufer
- Li Yu (Badminton) (* 1984), chinesischer Badmintonspieler
- Li Yu (Ruderer), chinesischer Pararuderer
- Li Yuan, persönlicher Name von Tang Gaozu (566–635), chinesischer General und Kaiser
- Li Yuan (Bürgermeister) (1879–nach 1935), chinesischer Politiker, Bürgermeister von Peking
- Li Yuan (Gouverneur) (1917–2008), chinesischer General und Politiker, Provinzgouverneur von Hunan
- Li Yuan (Schauspielerin) (* 1973), chinesische Schauspielerin
- Li Yuan (Fechterin) (* 1978), chinesische Fechterin
- Li Yuan (Schriftsteller) (* 1925), chinesischer Schriftsteller
- Li Yuan (Snookerspieler) (* 1989), chinesischer Snookerspieler
- Li Yuan (Basketballspielerin) (* 2000), chinesische Basketballspielerin
- Li Yuan (Germanistin), chinesische Germanistin
- Li Yuan (Pokerspieler), chinesischer Pokerspieler
- Li Yuanhong (1864–1928), chinesischer Politiker und General
- Li Yue (* 1953), chinesischer Manager
- Li Yuanchao (* 1950), chinesischer Politiker
- Li Yuehong (* 1989), chinesischer Sportschütze
- Li Yuchun (* 1984), chinesische Sängerin und Schauspielerin
- Li Yujia (* 1983), Badmintonspielerin aus Singapur
- Li Yun-chen (* 2001), taiwanischer Dreispringer
- Li Yundi (* 1982), chinesischer Pianist
- Li Yuting (* 2002), chinesische Sprinterin
- Li Yuwei (* 1965), chinesischer Sportschütze
- Li Yuxiang (* 1955), chinesischer Tischtennisspieler
- Li Yuying (1881–1973), chinesischer Landwirt und Pädagoge
- Li Yu-yun (* 2004), taiwanische Tennisspielerin
- Yvonne Li (* 1998), deutsche Badmintonspielerin

### Z
- Li Zehou (1930–2021), chinesischer Philosoph
- Li Zekai (* 2000), chinesischer Tennisspieler
- Li Zemin (* 1934), chinesischer Politiker
- Li Zhaoxing (* 1940), chinesischer Politiker
- Li Zhe (* 1986), chinesischer Tennisspieler
- Li Zhengyu (* 1989), chinesischer Eishockeyspieler
- Li Zhensheng (1940–2020), chinesischer Fotojournalist
- Li Zhenshi (* 1949), chinesischer Tischtennisspieler
- Li Zhenzhu (* 1985), chinesische Leichtathletin
- Li Zhesi (* 1993), chinesische Schwimmerin
- Li Zhi, Eigenname von Tang Gaozong († 683), chinesischer Kaiser
- Li Zhi (1192–1279), chinesischer Mathematiker, siehe Li Ye (Mathematiker)
- Li Zhi (Philosoph) (1527–1602), chinesischer Philosoph und Literaturkritiker
- Li Zhi (* 1961), chinesische Schauspielerin, siehe Nina Li Chi
- Li Zhi (Dissident), chinesischer Dissident
- Li Zhi Cong (* 1993), chinesischer Automobilrennfahrer
- Li Zhichang (1193–1256), chinesischer Daoist
- Li Zhisui (1920–1995), chinesischer Mediziner, Arzt von Mao Zedong
- Li Zhiyan, chinesischer Literat
- Li Zhonghai (* 1986), chinesischer Skilangläufer und Biathlet
- Li Zhuhong (* 1983), chinesischer Marathonläufer
- Li Zhun (1928–2000), chinesisch-mongolischer Schriftsteller
- Li Zicheng (1606–1644/1645), chinesischer Rebellenführer
- Li Zijun (* 1996), chinesische Eiskunstläuferin
- Li Ziqi (* 1990), chinesische Foodbloggerin
- Li Zongren (1890–1969), chinesischer General und Politiker
- Li Zongyu (* 2003), chinesische Tennisspielerin
- Li Zuocheng (* 1953), chinesischer General
- Li Zuopeng (1914–2009), chinesischer Politiker und Generalleutnant